# Antonino Plutino
Antonino Plutino (Reggio Calabria, 10 dicembre 1811 – Roma, 25 aprile 1872) è stato un politico, patriota e militare italiano.

## Biografia
Figlio di don Fabrizio e di donna Caterina dei baroni Nesci si laureò in legge a Napoli; s'iscrisse giovanissimo alla Carboneria passando poi alla Giovine Italia e alla massoneria. Dopo la rinuncia dello Spanò Bolani divenne direttore del periodico Fata Morgana, che fu efficace mezzo della propaganda delle idee liberali nella provincia reggina. Partecipò all'organizzazione del moto del 15 marzo 1844 in Cosenza che doveva scoppiare in concomitanza dello sbarco dei fratelli Bandiera. Imprigionato fu condannato a morte, pena che gli sforzi del fratello maggiore Agostino riuscirono a far commutare nella deportazione, inizialmente alle Isole Tremiti ed in seguito a Catanzaro. Ma qui continuò a cospirare contro i Borbone venendo alla fine scoperto dalla polizia, cosa che lo costrinse a fuggire a Reggio dove, a fianco del fratello e di Domenico Romeo, partecipò all'organizzazione dei moti del settembre '47 che dovevano coinvolgere tutto il regno. Scoppiati i moti, il 1º a Messina e il 2 a Reggio, Antonino con il fratello entrò ben presto a far parte del comitato insurrezionale presieduto dal canonico Paolo Pellicano. Ma, repressa la rivolta, furono costretti inizialmente alla latitanza, infatti sul loro capo pendeva una taglia di 1 000 scudi, nel territorio bovese in cui, grazie allo zio Filippo Nesci, godevano di vaste complicità e poi all'esilio a Malta, dove furono accolti dal Fabrizi e dagli altri fuoriusciti ivi presenti.
Con la concessione dello statuto da parte di Ferdinando II entrambi poterono rientrare ed Antonino fu inviato quale rappresentante al Parlamento napoletano. Alla caduta del regime costituzionale combatté sulle barricate e firmò la protesta del Mancini contro il tradimento dello statuto operato del monarca. Confiscati i suoi beni si rifugiò a Roma. Costretto a fuggire anche da qui combatte gli austriaci a Livorno da dove esulò verso Marsiglia; qui fu nominato presidente di un Comitato di soccorso a favore dei patrioti esiliati che aiutava anche grazie ai fondi forniti dalle attività imprenditoriali del fratello. Arrestato dopo il colpo di Stato del 2 dicembre 1851 fu subito dopo espulso stabilendosi, anche a causa delle emottisi di cui soffriva, a Genova mentre il fratello Agostino si stabiliva a Torino. Da qui nel 1860 si unì alla spedizione dei Mille di Garibaldi venendo ferito ad una guancia nella battaglia di Calatafimi e ricevendo una più grave ferita nella battaglia per Reggio; il giorno dopo, 22 agosto 1860 venne nominato dal Generale prodittatore della provincia con pieni poteri. In questa veste operò con decisione, epurando l'apparato amministrativo e giudiziario dagli impiegati più compromessi con il passato regime borbonico e procedendo all'espulsione dell'arcivescovo di Reggio monsignor Ricciardi, profondamente legato ai Borboni e ostile al nuovo stato.
Dopo l'Unità fu nominato prefetto di Cosenza, Cremona, Cuneo e Catanzaro. Da quest'ultima sede inviò, in conseguenza all'ordine ricevuto di combattere la spedizione garibaldina per la liberazione di Roma, il seguente telegramma:
Le dimissioni vennero immediatamente accettate. Poco dopo venne eletto alla Camera dei deputati del Regno d'Italia per il collegio di Cittanuova. Nell'agosto 1863 ricevette da Garibaldi una lettera in cui gli si chiedeva di adoperarsi per raccogliere fondi ed armi a favore dei polacchi che lottavano contro l'occupazione zarista.
Allo scoppio della terza guerra di indipendenza italiana si offrì immediatamente, venendo arruolato con il grado, che gli spettava, di tenente colonnello della fanteria. Successivamente fece parte, insieme al fratello Agostino, della commissione incaricata di consegnare alla città di Venezia le ceneri dei Fratelli Bandiera e di Domenico Moro.
Alla fine della guerra tornò all'attività legislativa. Si spense a Roma il 25 aprile 1872, dove era tornato per seguire i lavori parlamentari, in un modesto albergo, il Santa Chiara. Il 26 si tennero le esequie che videro una grande partecipazione e il 5 maggio il consiglio comunale di Reggio, con voto unanime, stabilì di dedicargli un busto in marmo che inizialmente fu posto in una sala del Municipio e poi spostato nel giardino pubblico; in seguito la Via Marina fu ridenominata Via Plutino in onore dei due fratelli.